# ماتيوس بيدوتو
ماتيوس بيدوتو (مواليد 10 أبريل 1993) هو لاعب كرة قدم برازيلي.

## وصلات خارجية
- ماتيوس بيدوتو على موقع رابطة كرة القدم اليابانية للمحترفين (اليابانية)
- ماتيوس بيدوتو على موقع قاعدة بيانات كرة القدم.إي يو (الإنجليزية)
- ماتيوس بيدوتو على موقع Soccerway.com (الإنجليزية)
- ماتيوس بيدوتو على موقع عالم كرة القدم.نت (الإنجليزية)
- ماتيوس بيدوتو على موقع AS.com (الإسبانية)